# Pai Paulino
Pai Paulino, de seu nome Paulino José da Conceição (Brasil, 1798 - Lisboa, 12 de março de 1869) foi um liberto brasileiro, cego de um olho, um grande defensor dos direitos dos negros, toureiro amador, caiador no Rossio e gaiteiro nas procissões.

## Vida
Pai Paulino chegou a Portugal vindo do Brasil com as tropas liberais que desembarcaram no Mindelo. Pertencia à Brigada da Marinha, tendo a sua bravura sido condecorada. Em 1834, já em Lisboa, era uma figura pitoresca da cidade, presença desejada nas touradas do Campo de Sant'Ana. Os seus serviços de caiador podiam ser contratados no Rossio, onde era possível encontrá-lo. Muito católico, era gaiteiro na procissão do Corpo de Deus. Como acontecia com todos os negros, foi enterrado numa vala do cemitério do Alto de São João.
Rafael Bordalo Pinheiro fez um busto de Pai Paulino em barro vidrado (1894).